# Högbom Outcrops
Högbom Outcrops är en bergstopp i Antarktis. Den ligger i Östantarktis. Storbritannien gör anspråk på området. Toppen på Högbom Outcrops är 1 000 meter över havet, eller 219 meter över den omgivande terrängen. Bredden vid basen är 3,0 km.
Terrängen runt Högbom Outcrops är platt åt sydost, men åt nordväst är den kuperad. Trakten är obefolkad. 